# 堅多布里
51°58′41″N 31°17′28″E / 51.97806°N 31.29111°E
堅多布里（烏克蘭語：День-Добрий），是烏克蘭北部的村莊，隸屬切爾尼希夫州的切爾尼希夫區。該村始建於1933年，面積1.02平方公里，海拔高度155米，2006年人口19，人口密度每平方公里18.7人。